# Apostolache
Apostolache – wieś w Rumunii, w okręgu Prahova, w gminie Apostolache. W 2011 roku liczyła 1048 mieszkańców.